# Selective Availability
Il Selective Availability, in italiano disponibilità selettiva, è un sistema di generazione di errori voluto espressamente dal Dipartimento della Difesa statunitense per consentire il Global Positioning System (GPS) per usi civili.
Nel 1991, infatti, venne reso disponibile per usi civili il sistema Standard Positioning System (SPS), che introduceva volutamente degli errori mediante il Selective Availability in modo da rendere inaccurati i valori.
Dal 2000 si è rinunciato alla Selective Availability e l'SPS è divenuto accurato quasi quanto il Precision Positioning System (PPS), usato per scopi militari.